# 昂古萊姆伯爵查理
查理·德·奧爾良（Charles d'Orléans, Comte d'Angoulême；1459年—1496年1月1日）法國貴族，昂古萊姆伯爵。奧爾良第二王朝的第一位公爵（瓦盧瓦的）路易一世的第三子昂古萊姆伯爵約翰唯一的兒子。法國國王查理五世之曾孫，奧爾良公爵查理一世的侄兒，其子法蘭索瓦其後成為法國國王。

## 子嗣
1488年，查理與薩伏依公爵菲利波二世的長女萨伏依的路易丝結婚，他們生了兩名孩子：
- 長女：瑪格麗特（1492年4月11日–1549年12月21日），納瓦拉王后[3]。
- 長子：法蘭索瓦（1494年9月12日–1547年3月31日），即法國國王法蘭索瓦一世[4]。

此外，查理亦有一名私生女讓娜。